# ريكاردو دابروفسكي
ريكاردو دابروفسكي (بالإسبانية: Ricardo Dabrowski)‏ هو لاعب كرة قدم أرجنتيني في مركز الهجوم، ولد في 28 مارس 1961 في لوماس دي ثامورا في الأرجنتين. لعب مع كولو-كولو.

## وصلات خارجية
- ريكاردو دابروفسكي على موقع الاتحاد الأوربي (الإنجليزية)
- ريكاردو دابروفسكي على موقع قاعدة بيانات كرة القدم.إي يو (الإنجليزية)